# Rubiłki
Rubiłki (biał. Рубілкі, Rubiłki; ros. Рубилки, Rubiłki) – wieś na Białorusi, w obwodzie mińskim, w rejonie dzierżyńskim, w sielsowiecie Dobryniewo, nad Żeściem i przy drodze magistralnej M1.

## Historia
W XIX i w początkach XX w. zaścianek położony w Rosji, w guberni mińskiej, w powiecie mińskim, w gminie Samochwałowicze. Wchodziły w skład hrabstwa kojdanowskiego Radziwiłłów. Znajdowała się tu wówczas kaplica katolicka parafii św. Anny w Kojdanowie.
Po I wojnie światowej pod administracją polską, w Zarządzie Cywilnym Ziem Wschodnich, w okręgu mińskim, w powiecie mińskim, w gminie Samochwałowicze.
W wyniku postanowień traktatu ryskiego znalazły się w granicach Związku Sowieckiego. W latach 1932–1937 w Polskim Rejonie Narodowym im. Feliksa Dzierżyńskiego. Od 1991 w niepodległej Białorusi.

## Ludzie związani z miejscowością
- Iwan Łojko – as lotnictwa rosyjskiego I wojny światowej; urodzony w Rubiłkach